# Gare d’Acheux-Franleu
Gare d'Acheux-Franleu vasútállomás Franciaországban, Pikárdia régióban, Chepy településen.

## Vasútvonalak
Az állomást az alábbi vasútvonalak érintik:
- Abbeville-Eu-vasútvonal

## Kapcsolódó állomások
A vasútállomáshoz az alábbi állomások vannak a legközelebb:
- Gare de Quesnoy-le-Montant
- Gare de Chépy - Valines